# Trigoniastrum hypoleucum
Trigoniastrum hypoleucum är en tvåhjärtbladig växtart som beskrevs av Friedrich Anton Wilhelm Miquel. Trigoniastrum hypoleucum ingår i släktet Trigoniastrum och familjen Trigoniaceae. Inga underarter finns listade i Catalogue of Life.